# Catalina (Terre-Neuve-et-Labrador)
Catalina est une communauté canadienne située à Trinity Bay North sur l'île de Terre-Neuve dans la province de Terre-Neuve-et-Labrador. 